# Les Heures de l'amour
Pour plus de détails, voir Fiche technique et Distribution.
Les Heures de l'amour (Le ore dell'amore) est une comédie romantique italienne, tournée en 1963 et réalisée par Luciano Salce.

## Synopsis
Gianni et Maretta vivent une relation amoureuse intense depuis trois ans et décident de se marier. Le mariage change radicalement leur vie et leurs rapports se dégradent. La vie commune et la routine quotidienne mettent en berne leur passion et limitent la liberté respective car leurs centres d'intérêt sont différents et difficilement conciliables. Le couple se perd dans des tentatives maladroites de tromperie pour finalement se rendre compte que leur amour reste intact, bien que mis à mal par la vie commune. Ainsi, afin de sauver leur rapport, ils décident de retourner à leur statut de fiancés, fait de rencontres amoureuses en restant chacun chez soi.

## Fiche technique
- Titre original : Le ore dell'amore
- Réalisation : Luciano Salce
- Scénario : Franco Castellano, Giuseppe Moccia, Luciano Salce
- Directeur de la photographie :Erico Menczer
- Montage :Roberto Cinquini
- Musique : Luiz Bonfá
- Costumes :Giuliano Papi
- Scénographie :Nedo Azzini
- Production :Isidoro Broggi, Renato Libassi
- Maison de production :De Laurentiis
- Distribution : 
  - Cinedistribuzione Astoria (1963)
  - Cinéma V (1965) (USA)
- Genre : Comédie romantique
- Pays de production :  Italie
- Durée : 110 minutes
- Dates de sortie :
  - Italie : 1er mars 1963
  - États-Unis 1965
- Affiche : Vanni Tealdi (France)

## Distribution
- Ugo Tognazzi: Gianni
- Emmanuelle Riva: Maretta
- Barbara Steele: Leila
- Umberto D'Orsi: Ottavio
- Mara Berni: Jolanda Cipriani
- Diletta D'Andrea: Mimma
- Brunello Rondi: Cipriani
- Renato Speziali: Giorgio Valletti
- Irene Aloisi: mère de Maretta
- Renato Izzo:
- Francesco Rigamonti:
- Fabrizio Moroni: Roberto
- Giovanni Urli: jeune fille
- Janine Handy: Francine
- Salvo Libassi: portier
- Franco Morici: ami de Gianni
- Elvira Tonelli: domestique
- Mario Brega: supporteur au stade
- Luciano Salce: passant
- Luciano Bonanni: agent de ville
- Ivy Holzer: petite amie de Ottavio
- John Karlsen: homosexuel à la fête